# Lorenzo Pérez Tuells
Lorenzo Pérez Tuells (ur. 1898, zm. 1956 w Manili) – filipiński poeta, reżyser i producent filmowy.
Urodził się w Madrycie, na ojczysty archipelag powrócił wraz z rodziną w wieku czterech lat. Absolwent prestiżowego Ateneo w Manili. Kształcił się także w zakresie sztuki filmowej w Stanach Zjednoczonych. Zdobywca nagród w rozlicznych konkursach poetyckich, jego prace pojawiały się w publikacjach w rozmaitych częściach świata hiszpańskojęzycznego, w tym w Hiszpanii oraz w Ameryce Łacińskiej. Kierował pismem Excelsior, od 1938 był również zaangażowany w produkcję filmów. W 1947 wszedł w skład filipińskiej akademii języka hiszpańskiego (Academia Filipina de la Lengua Española, AFLE). Wyreżyserował między innymi obrazy takie jak Maharlika, Maynila, Hele-Hele Bago Quierre, Ang Kampeon oraz The Spell. Planował również nakręcenie filmu biograficznego poświęconego prezydentowi Manuelowi Luisowi Quezonowi. Projekt ten jednak, z uwagi na trwającą wojnę i śmierć polityka, ostatecznie nie doszedł do skutku. Wymieniany jest pośród znaczących reżyserów okresu uznawanego niekiedy za pierwszy złoty wiek filipińskiego kina (1936-1941). Był jednym z autorów uwzględnionych w Parnaso Filipino. Antología de poetas del Archipiélago Magallánico (1922).